# Sharifa Fatima
Sharifa Fatima, titel för Fatima bint al-Hassan, född efter 1391, död 1461, var en politisk och religiös ledare som de facto imam för zaidiyyaharaberna i Jemen mellan 1436 och 1461. Hennes ställning var mycket ovanlig för en kvinna i den dåvarande arabiska kulturen och inom islam.  

## Biografi
Fatima var dotter till Hasan och sondotter till Al-Nasir Muhammad Salah al-Din (d. 1391), zaidiyyahriktningens och därmed Jemens imam: denna trosriktnings imamer regerade Jemen som prästdynasti till och från mellan 1174 och 1538. Hon gifte sig med sin kusin Muhammad, son till Al-Mansur Ali bin Salah ad-Din (d. 1436), som hade efterträtt hennes farfar som Jemens imam. År 1436 drabbade pesten Jemen. Hennes farbror och svärfar imamen avled och efterträddes av hennes make och kusin, som dock även han avled kort därefter. Hon hade ingen son utan enbart en dotter med maken, och då han avled utan manliga arvingar överfördes makten på hans änka och kusin, Sharifa Fatima själv. 
Tron förbjöd dock en kvinna som imam, och rådet förklarade därför hennes avlägsne släkting Al-Mahdi Salah ad-Din som imam: hon gifte sig sedan med honom. Paret fick en son, Ali. Makens rätt till tronen ifrågasattes dock av två andra avlägsna släktingar, Al-Mutawakkil al-Mutahhar och Al-Mansur an-Nasir. I de tronstrider som följde blev hennes make tagen till fånga av Al-Mansur an-Nasir och inspärrad. Själv kunde Fatima fly och etablerade sig i Dhofar och Saad, där hon tog makten. 
År 1445 avled hennes make i fångenskap. Fatima betraktades under dessa år av många som de facto imam, men erkändes inte formellt som sådan. Hon hade oavsett en ledarställning bland sin fraktion. Sedan Al-Mansur an-Nasir misslyckats med att besegra och ta henne till fånga, slöt han förbund med henne genom att gifta sig med hennes dotter Badr. 1453 lät hon avrätta förrädaren Cheikh Saad Hasan bin Muhammad, som var på väg att ansluta sig till Al-Mansur an-Nasir. Den avrättades bror slöt då förbund med Al-Mansur an-Nasir, som 1456 belägrade hennes residenstad Saad. Belägringen slutade med seger för Al-Mansur an-Nasir, och Fatima fördes som fånge till Sana'a. 
År 1461 rövrades dock hela Sana'a av Al-Mutawakkil al-Mutahhar, som tog kontrollen över det slott där Al-Mansur an-Nasir bodde och fortfarande höll Fatima som fånge, och fick då dm båda som fångar. Slottet stormades samma år av Al-Mansur an-Nasirs anhängare, som befriade honom, och plundrade det. Källorna uppger inte vad som hände med Fatima, utan nämner enbart att hon avled.  